# 今井宏明
今井 宏明（いまい ひろあき、1960年 - ）は、日本の工学者、慶應義塾大学教授、工学博士。専門分野は、セラミック医用生体工学・生体材料学、コロイド化学。

## 人物紹介
慶應義塾志木高等学校卒業、慶應義塾大学工学部応用化学科卒業（1983）、同大学大学院修士課程工学研究科応用化学専攻修了（1985）、日本酸素株式会社入社。工学博士。慶應義塾大学理工学部応用化学科教授。
COE採択メンバー。21世紀COEプログラム・化学・材料科学分野、ライフコンジュゲートケミストリー。